# Campionati mondiali militari di golf
I campionati mondiali militari di golf sono una competizione mondiale di golf, riservata ad atleti militari ed organizzata con cadenza periodica dal Conseil International du Sport Militaire. Organizzati per la prima volta nel 2003, nel 2012 si è tenuta la VII edizione negli Stati Uniti a Jacksonville. La nazionale italiana, classificatasi nona, era formata da Renato Vaira, Antonio Giorgio, Alessio Rimoldi, Ugo Proietto, Gabriele Sampaolesi e Luigi Di Mauro. .

## Edizioni
| Ed. | Anno | Sede                     |
| --- | ---- | ------------------------ |
| I   | 2003 | Jacksonville Stati Uniti |
| II  | 2005 | Karachi Pakistan         |
| III | 2006 | Galway Irlanda           |
| IV  | 2007 | Sun City Sudafrica       |
| V   | 2008 | Ottawa Canada            |
| VI  | 2009 | Windhoek Namibia         |
| VII | 2012 | Florida Stati Uniti      |